# Daniel Gąsior
Daniel Gąsior (ur. 9 stycznia 1995) – polski siatkarz, grający na pozycji atakującego. 
Daniel zanim rozpoczął swoją przygodę z siatkówką, przez 10 lat tańczył w Zespole Pieśni i Tańca Racławice. Swoje pierwsze siatkarskie kroki stawiał w lokalnym klubie z Niska. Został dostrzeżony przez trenerów z AKS Resovii Rzeszów, gdzie następnie spędził lata siatkarskiej edukacji. Barw Resovii bronił w sezonach od 2010/2011 do 2013/2014. W młodzieżowej siatkówce zdobył m.in. mistrzostwo Polski juniorów, licealne mistrzostwo świata czy akademickie mistrzostwo Europy. W barwach Resovii ogrywał się w Młodej Lidze, a seniorską karierę rozpoczął w zespole TSV Sanok, w którym występował w latach 2014-2018. W sezonie 2015/2016 wraz z zespołem z Sanoka, wywalczył awans do 1. Ligi mężczyzn. W 2018 roku przeniósł się do AZS-u AGH Kraków, gdzie grał przez 2 lata. W letnim okresie transferowym w 2020 roku postanowił zostać zawodnikiem Cerrad Enea Czarnych Radom, w którym grał do sezonu 2022/2023. 10 lipca 2023 roku został ogłoszony graczem Aluronu CMC Warty Zawiercie.

## Sukcesy klubowe

### juniorskie
Mistrzostwa Polski Kadetów:
- 2012[6]

Mistrzostwa Polski Juniorów:
- 2014
- 2013

Młoda Liga:
- 2014

### seniorskie
Puchar Polski:
- 2024[7]

PlusLiga:
- 2024[8]

## Nagrody indywidualne
- 2012: Najlepszy atakujący Mistrzostw Polski Kadetów[9]